# Mistrovství Evropy v zápasu řecko-římském 2000
Mistrovství Evropy v zápasu řecko-římském 2000 se konalo v Moskvě, Rusko.

## Výsledky

### Muži
| Kategorie | Zlato                | Stříbro           | Bronz                |
| --------- | -------------------- | ----------------- | -------------------- |
| 54 kg     | Marian Sandu         | Boris Ambartsumov | Alfred Ter-Mkrtčjan  |
| 58 kg     | István Majoros       | Armen Nazarjan    | Rıfat Yıldız         |
| 63 kg     | Varteres Samurgašev  | Beat Motzer       | Vitali Zhuk          |
| 69 kg     | Alexei Glushkov      | Csaba Hirbik      | Movses Karapetjan    |
| 76 kg     | Viachaslau Makaranka | Davit Manukjan    | Murat Kardanov       |
| 85 kg     | Martin Lidberg       | Andrei Batura     | Alexandr Menshchikov |
| 97 kg     | Sergej Lištvan       | Gogui Koguashvili | Mehmet Özal          |
| 130 kg    | Alexandr Karelin     | Sergej Murejko    | Mihály Deák-Bárdos   |